# Onychiurus eous
Onychiurus eous är en urinsektsart som beskrevs av Christiansen och Bellinger 1980. Onychiurus eous ingår i släktet Onychiurus och familjen blekhoppstjärtar. Inga underarter finns listade i Catalogue of Life.